# أيريتشاي (نهر)
أيريتشاي - الرافد الأيسر لنهر العزاني. ويتدفق عبر أراضي منطقة أوغوز وشيكي وغاخ. في جزئه العلوي يسمى داشاغيل. تتدفق إلى هذا النهر أنهار جبلية مثل كيش، وموردال، وشين، وكونغوت، وغيرها، والتي تنبع من المنحدرات الجنوبية لمنطقة القوقاز الكبرى. وقد تم تسجيله لأول مرة في المصادر التي يعود تاريخها إلى القرن السابع تحت اسم كري. الاسم الهيدروني مشتق من تدفق النهر المنحني غربًا.

## معلومات عامة
طول النهر 134 كم، ومساحة حوضه 1810 كم². يبدأ على المنحدر الجنوبي للقوقاز الكبير، على بعد 1.5 كم من تكلباشيداغ، وإلى الغرب (3509 م)، تتدفق أنهار كونغوت وكيش وشين وكورميكتشاي من المنحدر الجنوبي، بالإضافة إلى عدد من الأنهار الصغيرة الأخرى التي تتدفق إلى نهر أيريشا.
إن 14% من التدفق السنوي للنهر هو عبارة عن ثلوج، و32% أمطار، و54% مياه جوفية. يؤدي تساقط الثلوج في الربيع ومياه الأمطار في الخريف إلى حدوث فيضانات في النهر. يبدأ الفيضان في شهر آذار ويستمر حتى أوائل شهر حزيران. يبلغ استهلاك المياه خلال فترة الفيضان الربيعي 50-60 مرة أكثر من الاستهلاك السنوي للمياه. كمية المياه المتدفقة عبر الفيضانات الناجمة عن مياه الأمطار أكبر بكثير من كمية المياه المتدفقة. تتحول هذه الفيضانات الكبيرة في بعض الأحيان إلى فيضانات نهرية.
إن 25-35% من التدفق السنوي يحدث في فصلي الربيع والصيف، و15% في الخريف، و12% في الشتاء. خلال فترة الري المكثف (تموز وآب) يتم تصريف 10-12% من التدفق السنوي.
تتكون مياه النهر من هيدروكربونات الكالسيوم، مع متوسط تمعدن يتراوح من 150 ملغم/لتر إلى 300 ملغم/لتر من مصدر إلى مصدر.
يتم استخدام مياه نهر آيريتشاي لري الحقول الزراعية في مناطق أوغوز وشيكي وجاخ.
كما تم إنشاء خزان أيريتشاي في منطقة شيكي من أجل استغلال موارد مياه النهر بكفاءة.

## طالع أيضًا
- كورموكتشاي

## مصدر
- أيريتشاي